# Bombardeos de Qabatiya y Tammun de 2023
Los bombardeos de Qabatiya y Tammun comenzaron el 22 de octubre de 2023, cuando las Fuerzas de Defensa de Israel lanzaron ataques nocturnos contra Qabatiya y Tammun en la Cisjordania ocupada. Dos palestinos fueron asesinados a tiros por las fuerzas israelíes durante dos incursiones israelíes separadas en las ciudades.
El ejército israelí arrestó al menos a 52 palestinos en la ocupada Cisjordania, incluidos trabajadores de la Franja de Gaza.